# Чемпіонат світу з регбі серед жінок
Чемпіона́т сві́ту з ре́гбі се́ред жіно́к — головне регбійне жіноче змагання. Організацією турніру займається Міжнародна Рада Регбі (IRB), організація, що керуэ цим видом спорту. У чемпіонаті беруть участь жіночі національні збірні з регбі. Перший турнір був проведений в 1991 році в  Уельсі, і з тих пір змагання проводиться раз на чотири роки.
Чемпіонат світу з регбі серед чоловіків розпочався проводитися з 1987 року.

## Переможці та призери
| 1991 Деталі | Уельс      | США           | 19—6    | Англія | Франція   |         | Нова Зеландія |
| 1994 Деталі | Шотландія  | Англія        | 38—23   | США    | Франція   | 27—0    | Уельс         |
| 1998 Деталі | Нідерланди | Нова Зеландія | 44—12   | США    | Англія    | 31—15   | Канада        |
| 2002 Деталі | Іспанія    | Нова Зеландія | 19—9    | Англія | Франція   | 41—7    | Канада        |
| 2006 Деталі | Канада     | Нова Зеландія | 25—17   | Англія | Франція   | 17—8    | Канада        |
| 2010 Деталі | Англія     | Нова Зеландія | 13—10   | Англія | Австралія | 22—8    | Франція       |
| 2014 Деталі | Франція    | Англія        | 21 – 9  | Канада | Франція   | 25 – 18 | Ірландія      |
| 2017        | Ірландія   | Нова Зеландія | 41 – 32 | Англія | Франція   | 31 – 23 | США           |